# Hubert Ronek
Hubert Ronek (ur. 24 października 1979 w Tomaszowie Mazowieckim) – polski twórca komiksów, rysownik, scenarzysta i publicysta. 

## Życiorys
Z wykształcenia mgr sztuki (IWA UMCS w Lublinie) oraz mgr filologii polskiej (Filia Akademii Świętokrzyskiej w Piotrkowie Trybunalskim). 
Twórca komiksów: Kraina Herzoga (scenariusz Dominik Szcześniak, wyd. Studio Domino 2005r.), Dom Żałoby (scenariusz Dominik Szcześniak, wyd. Timof i cisi wspólnicy), Henryk i Bonifacy  (wyd. Timof i cisi wspólnicy 2007r.), Ziarnko prawdy  (scenariusz Jerzy Szyłak, wyd. Timof i cisi wspólnicy 2007r.) oraz serii Jestem Bogiem do własnego scenariusza (wyd. SDD 2014 r.). Jeden z rysowników serii komiksów Benek Dampc do scenariusza Jerzego Szyłaka. Publikował w antologiach, m.in. w wydawanych przez Egmont Polska Antologiach komiksu polskiego Wrzesień; wojna narysowana i Człowiek w probówce, w Strefie Komiksu, Paronomazji i w Niewinnych dzieciach wydanych przez Timofa i cichych wspólników. Publikował również w AQQ, Znakomiksie, Świecie Komiksu, Katastrofie, Krakersie, MixKomiksie, Hop i Siup oraz innych czasopismach komiksowych i niekomiksowych.
Rysownik kilku serii komiksów dla dzieci:
- Sieciki.pl cz. 1 – 5 do scenariusza Piotra Sajkowskiego (od 2007r., wyd. Nasza Księgarnia).
- „Przypadki Tarantuli” w magazynie „Victor Junior”
- „Ada, Junior i Pirat” dla dwutygodnika „Kumpel”.
- „Wojenna odyseja Antka Srebrnego 1939 – 1946 r.” cz. 1 - 10 (wyd. IPN)

Rysownik ogólnopolskiego programu Szkoła bez przemocy pod patronatem Prezydenta RP.
Współpracował z agencjami reklamowymi, współtworząc projekty dla takich marek jak m.in. Nestlé, Mercedes Benz i Noble Bank.
Mieszka w Lublinie.